# Piano Tavola
Piano Tavola (u Chianu Tavula in siciliano) è un centro abitato il cui territorio è suddiviso tra quattro comuni della città metropolitana di Catania: Belpasso, Misterbianco, Camporotondo Etneo e Motta Sant'Anastasia.
Conta circa 5 000 abitanti, dei quali circa la metà residenti nel territorio che fa parte del comune di Belpasso.

## Storia
L'abitato di Piano Tavola nacque in maniera spontanea e non pianificata in conseguenza, dell'insediamento industriale degli anni cinquanta e sessanta nel brullo territorio costituito dalla colata lavica del 1669 e dell'immigrazione di operai e lavoratori nell'area; la necessità di alloggi fu causa di un'espansione edilizia a macchia d'olio iniziando lungo la strada statale 121 e le sue intersezioni con le provinciali e comunali per Belpasso e Camporotondo.
Cresciuto a dismisura, l'abitato ha finito con il coinvolgere ben quattro comuni confinanti complicando i problemi delle infrastrutture e dei servizi; in seguito a ciò la maggior parte degli abitanti ha cercato di costituirsi in comune autonomo.

### Referendum istitutivo del comune
Dopo decenni di attesa il 2 ottobre 2011 la comunità di Piano Tavola sarebbe dovuta andare a votare per l'istituzione del comune di Piano Tavola, ma su appello del Comune di Belpasso presentato al CGA di Palermo, deciso con ordinanza n. 812 del 7.09.2011 e a seguito della sentenza del TAR di Catania 370/2012, successivamente emessa nel febbraio del 2012, il predetto referendum fu annullato atteso che il decreto dell'Assessorato delle Autonomie Locali e della Funzione Pubblica n. 130 del 27 maggio 2010, pubblicato in G.U.R.S. n. 25 del 10 giugno 2011, con il quale è stata autorizzata la consultazione referendaria per l'erezione a Comune autonomo della frazione di Piano Tavola, risulta essere stato emanato su perplessi presupposti giuridici.

## Economia
A nord-est dell'abitato sorge la vasta Area di sviluppo industriale di Piano Tavola nella quale sono presenti circa 300 attività industriali e produttive agroalimentari, elettromeccaniche, di carpenteria metallica, di prefabbricati industriali in c.a., metalmeccaniche e di trasporto merci e collettame.

## Infrastrutture e trasporti

### Strade
Le strade principali di Piano Tavola sono la via, cosiddetta, Nazionale (la vecchia statale 121) che costeggia i binari della Ferrovia Circumetnea e attraversa interamente il centro abitato in senso est-ovest e la via Mongibello, ortogonale ad essa, con la quale si raggiunge Belpasso e i comuni a nord.

### Ferrovie
Piano Tavola disponeva, fino al 15 giugno 2024, di una stazione ferroviaria della Ferrovia Circumetnea. È prevista la costruzione di una fermata della Metropolitana di Catania nel corso dei lavori della tratta Misterbianco-Paternò della stessa.

### Mobilità urbana
Piano Tavola è collegato da un servizio di autobus urbano della FCE con il centro di Belpasso e con la stazione Nesima della metropolitana di Catania. La stessa garantisce un collegamento diretto di autobus con Misterbianco, Paternò e Catania.

## Sport

### Calcio
Nel 2022 è stata fondata l'A.S.D Piano Tavola calcio, che nella stagione 2024/2025 milita nella seconda categoria siciliana.